# ارمي افيكو
ارمي افيكو (1 سبتمبر 1958 ، هلسنكي – 2 يناير 2002 ، إسبو ) ملكة جمال ومغنية فنلندية . تم اختيارها ملكة جمال فنلندا في عام 1977 واشتهرت بأغانيها الثنائية مع المغني داني . 
قرب نهاية حياتها، عانت افيكو من إدمان الكحول والاكتئاب . 
توفيت في 2 يناير 2002 من التهاب رئوي عن عمر يناهز 43 عامًا. حققت افيكو بعض السمعة السيئة بعد وفاتها.  